# Maison royale de la Poste
La Maison royale de la Poste (en espagnol : Real Casa de Correos) est un bâtiment du XVIIIe siècle situé sur la place Puerta del Sol, à Madrid. Il a été construit pour le service postal, mais sert actuellement de bureau au président de la communauté de Madrid, le chef du gouvernement régional de la communauté de Madrid. Celui-ci ne doit pas être confondu avec la mairie de Madrid, qui est installée dans un autre ancien bureau de poste, le palais Cybèle.

## Histoire

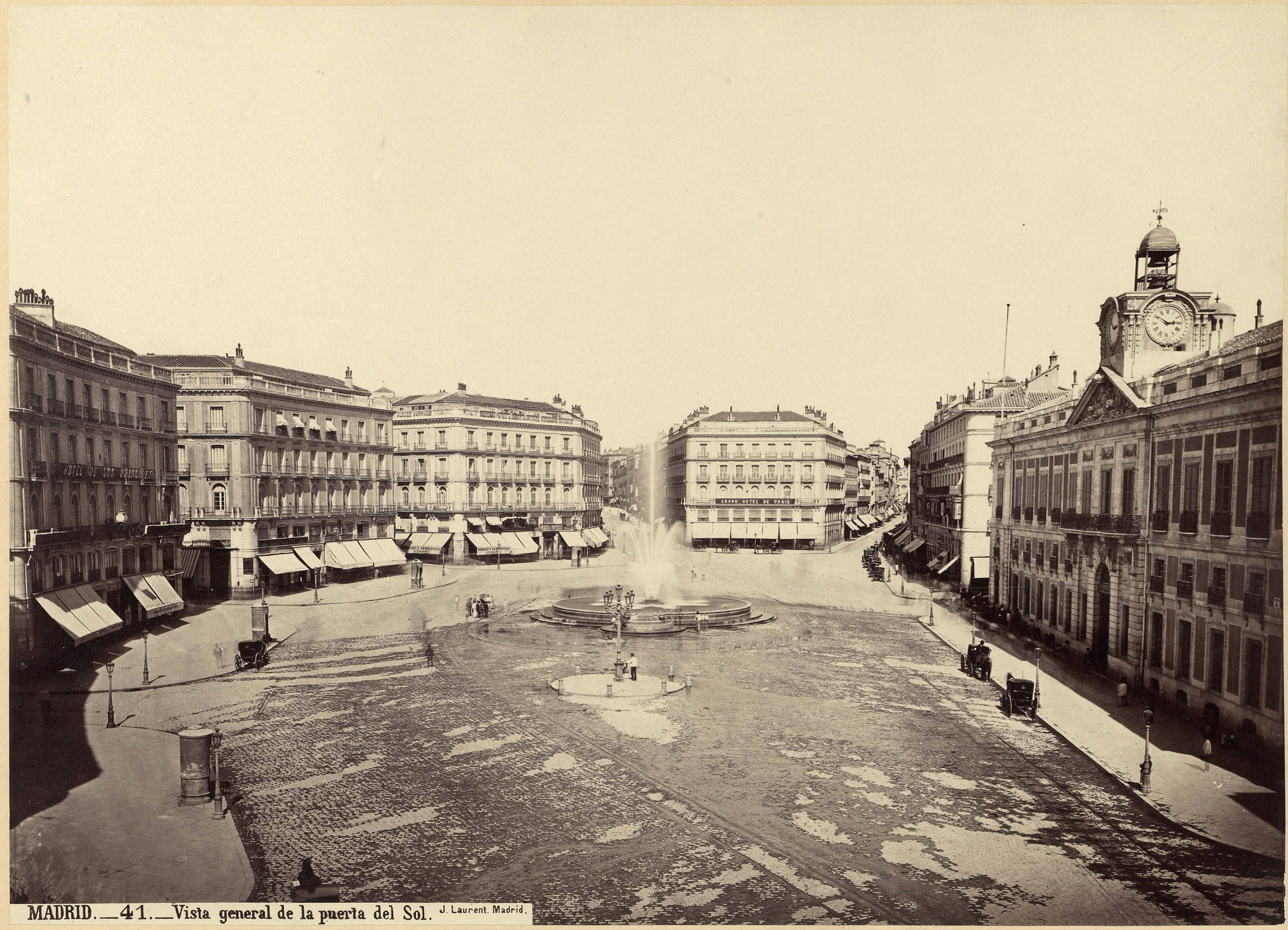
À droite, on peut voir lEdificio de Gobernación (comme on l'appelait au XIX). Photographie de Jean Laurent, 1870.

Au XVIIe siècle, il y avait une trentaine de maisons à deux étages dans la partie actuellement occupée par la Maison royale de la Poste. Dans les années 1750, ce secteur a été défriché dans le cadre de l'aménagement de la place Puerta del Sol. Un plan pour un bureau de poste central a été réalisé par l'architecte espagnol Ventura Rodríguez. Cependant, Ventura Rodríguez, qui bénéficiait du patronage de Ferdinand VI, a perdu ses faveurs lorsque Charles III est monté sur le trône en 1760. La Maison de la Poste a été conçue par l'architecte français Jacques Marquet. Les travaux ont commencé à la fin des années 1760.
Pendant un certain temps, une tour sur le toit était le point terminal de l'une des lignes de télégraphie optique d'Espagne.
Le bâtiment était le siège du ministère de l'Intérieur et de la Sécurité de l'État dans l'Espagne franquiste. Les dissidents du régime avaient peur d'être emmenés dans les sous-sols de la DGS (espagnol : Dirección General de Seguridad, Direction générale de la Sécurité), où ils risquaient d'être soumis à la torture.

## Tour de l'horloge

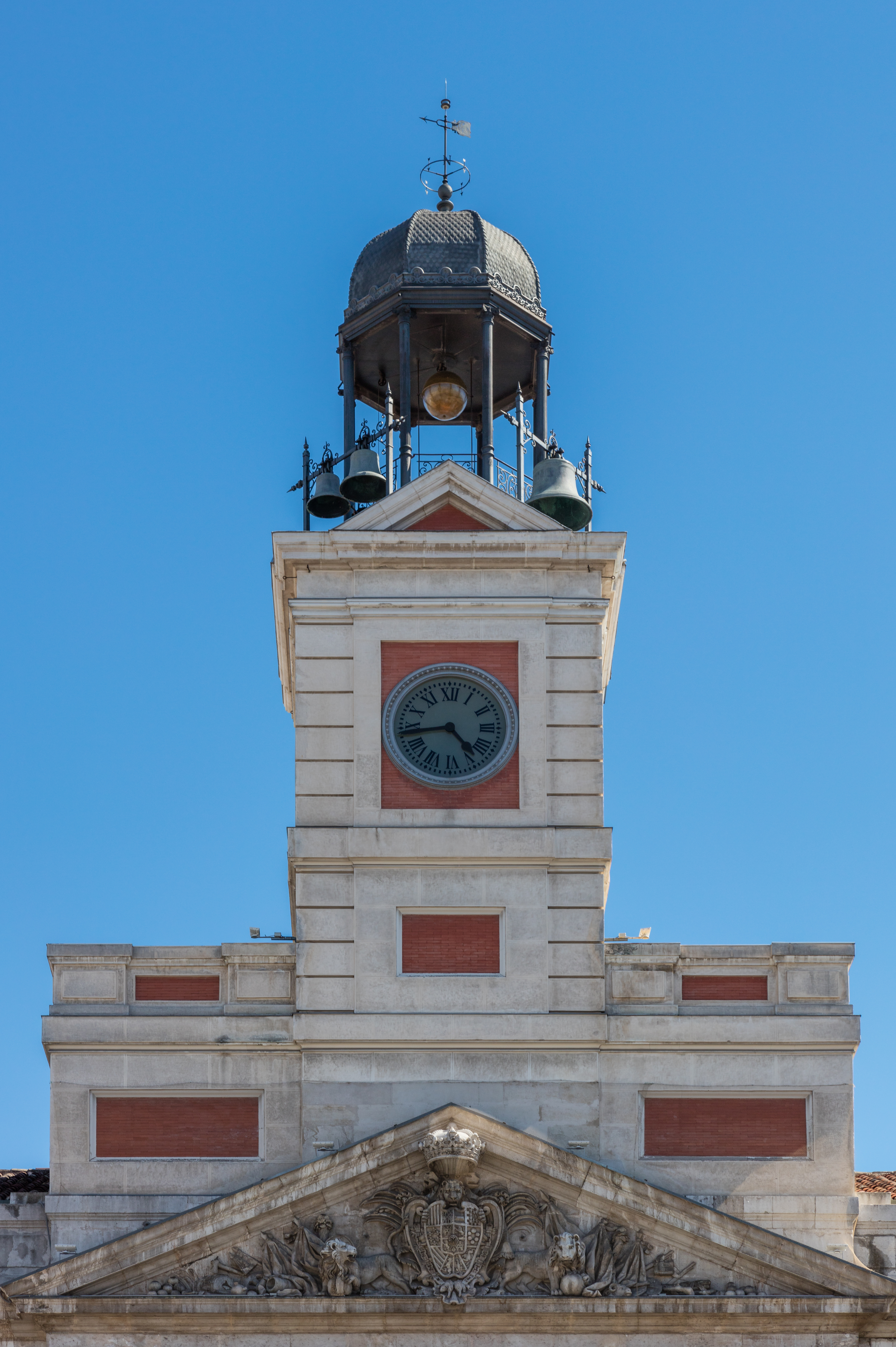
Détail de la tour de l'horloge.

Au sommet du bâtiment se trouve une horloge inaugurée en 1866 par la reine Isabelle II. Sa boule horaire et ses cloches marquent traditionnellement la consommation des douze grains de raisin et le début d'une nouvelle année dans la majeure partie de l'Espagne (les îles Canaries sont dans un fuseau horaire différent). Ces célébrations sont diffusées en direct sur les principales chaînes de télévision espagnoles, dont Televisión Española depuis 1962.

## Km 0

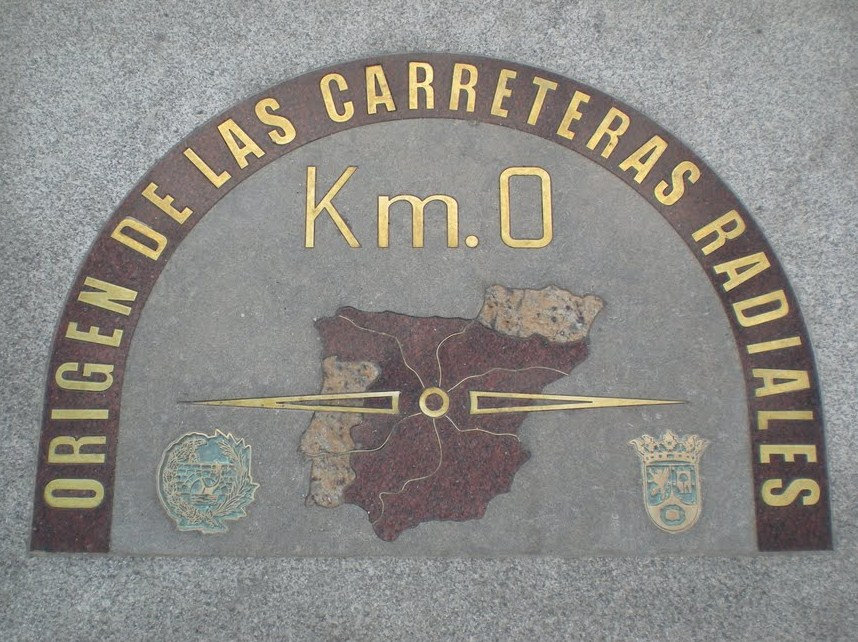
Marque du kilomètre zéro.

Une plaque posée au sol devant le bâtiment marque le kilomètre 0 des rues de Madrid et des routes espagnoles.